# Barátság mindenáron
A Barátság mindenáron (eredeti címe: Samantha: An American Girl Holiday) egy 2004-ben bemutatott amerikai családi film, amely Susan S. Adler és Valerie Tripp gyermekkönyvei alapján készült (American Girl-gyermekkönyvek). A XX. század elején játszódó film főszereplője a fiatal, gazdag Samantha Parkington és három árva kislány, akiknek kalandjait nyolcvanhat percben izgulhatjuk végig. A forgatás Torontóban zajlott; ez a film az első az American Girl-filmek közül.

## Cselekmény
1904-ben járunk. Az árván maradt nyolcéves Samantha Parkington (AnnaSophia Robb) nagymamájával (Mia Farrow) él a kitalált Mount Bedfordban. Miközben a nagymama próbál tisztelettudó, ifjú hölgyet faragni belőle, a szomszédba, Eddie Ryland (Samantha mount bedford-i pajtása) házába költözik egy megözvegyült férfi, Mr. O'Malley három kislányával, Nellie-vel (Kelsey Lewis), Bridget-tel (Hannah Endicott-Douglas) és Jenny-vel (Olivia Ballantyne). Samantha hamar összebarátkozik velük; reméli, hogy iskolatársak lesznek, de Nellie tudtára adja, hogy ők dolgozni jöttek. A gazdag lány ezt tudomásul veszi, de mindenképpen szeretné, ha tanulna. Felajánlja, hogy segít neki. Nellie elfogadja, és jó hangulatban tanulnak együtt. Három héttel Samantha nagybátyja, Gardner Edwards (Jordan Bridges) megérkezése előtt a kislány ajándékot kap (egy képvetítőt), amit természetesen Nellie-nek is megmutat. Ezután áradozik nagybátyjáról: júliusban elmegy vele a St. Louis-i világkiállításra, ahol japán pagodákat és templomokat fognak látni, illetve mogyoróvajat és vattacukrot esznek. A beszélgetés közben kiderül, hogy Samantha évekkel korábban elveszítette a szüleit: a folyón haltak meg balesetben. A két kislány között igazi barátság szövődik, és innentől kezdve szinte elválaszthatatlanok.
Úgy tűnik, hogy Samantha és nagybátyja elmennek a világkiállításra, ám Gardner immár menyasszonyával, Corneliával (Rebecca Mader) érkezik haza. Július végére időzítik az esküvőt, amely végképp keresztülhúzza Samantha számításait. Kárpótlásként nagybátyja New York-ba viszi, ahol egy leányiskolába iratja. Samantha jól tanul és rendszeresen levelezik Nellie-vel, aki az ősz folyamán kénytelen néhány feladatot édesapjától átvenni, mert ő nem érzi jól magát. Közben a tanitónő, Miss Stevens bejelenti az osztálynak, hogy az iskola egy szónokversenyt hirdet "Fejlődés és haladás Amerikában" címmel. Samantha el is kezdi írni szónoklatát a gyárakról, de sajnos rossz hírt kap Mount Bedfordból: Nellie édesapja meghalt, és Mrs. Ryland a lányokat egy new york-i árvaházba küldte. A kislány nagybátyja segítségével megtalálja az árvaházat, és néhány alkalommal fel is keresi Corneliával. Rábukkan a lányokra, és elhatározza, hogy megszökteti őket (az árvaház igazgatónője ugyanis örökbe akarja adni Nellie-t egy távoli országba, így ő soha többé nem láthatja Bridget-et és Jenny-t). A szöktetés közben mind a négyen látják, hogy az árvaház igazgatónője ellopja az intézetnek szánt adományt. Samantha terve sikeres, de Nellie azt mondja neki: nem szeretnének a terhére lenni, ezért munkát vállal, hogy tudjanak bérelni egy szobát.
Mialatt Nellie dolgozik, a tél beálltával Bridget magas lázzal ágynak esik. Jenny próbálja ápolni, de aztán lemegy Samantha szobájába. Mivel édesanyja halála óta nem szólalt meg, valahogyan tudatja Samanthával, hogy nővére beteg. Samantha fel is megy vele, és Nellie-t kezdi el keresni. Kiderül, hogy egy gyárban van, ahol gyerekeket dolgoztatnak. A kislány elmegy a gyárba, ahol elmondja Nellie-nek, mi történt, és rohannak vissza a házba. Samantha nem titkolhatja tovább, hogy a három kislány a padlásszobában van, ezért bevallja nagybátyjának és nagynénjének az igazat. Gardner rögtön orvosért megy; Corneliával megállapodik abban, hogy amíg Bridget fel nem épül, a lányok náluk maradhatnak. De tudja, hogy előbb-utóbb vissza kell menniük az árvaházba. Samantha nem örül ennek. Ezután fény derül az árvaház igazgatónője által elkövetett lopásra, és a vezetőt elbocsátják. Samantha a gyárban látottak hatására átírja szónoklatát. Miután elmondja, a tanítónője közli vele, hogy nem ezt beszélték meg, ezért ki akarja zárni a versenyből, de nagymama a kislány védelmére kel. Közeleg a karácsony, ezért Gardner és Cornelia remek ajándékot ad Samanthának: titokban örökbe fogadták a három lányt, akik ezáltal a testvérei lettek. A négy gyerek úszik a boldogságban, és még Jenny is újra megszólal. A film végén pedig az egész család lovas szánon ülve élvezi a hóval borított parkot.

## Szereplők
| Szerep                                                          | Színész                 | Magyar hang          |
| --------------------------------------------------------------- | ----------------------- | -------------------- |
| Samantha Parkington                                             | AnnaSophia Robb         | Talmács Márta        |
| Nellie O'Malley                                                 | Kelsey Lewis            | Tamási Nikolett      |
| Nagymama (Grandmary Edwards)                                    | Mia Farrow              | Menszátor Magdolna   |
| Gardner Edwards                                                 | Jordan Bridges          | Csík Csaba Krisztián |
| Cornelia Edwards                                                | Rebecca Mader           | Hámori Eszter        |
| Bridget O'Malley                                                | Hannah Endicott-Douglas |                      |
| Jenny O'Malley                                                  | Olivia Ballantyne       |                      |
| Eddie Ryland                                                    | Michael Kanev           | Baráth István        |
| További magyar hangok: Némedi Mari, Törtei Tünde, Balázsi Gyula |                         |                      |